# فيريفري
فيريفري هي فرقة فتيان كورية جنوبية تأسست من قبل شركة جليفيش إنترتينمنت في 2018.